# Vindeholme
Vindeholme er en hovedgård på Lollands sydkyst, 10 km syd for Nakskov. Den blev i 1910 udstykket fra Rudbjerggård af Ludvig Reventlow til broderen Ferdinand Reventlow, som efter en lang karriere anvendte den som landsted og otium. Gården ligger i Tillitse Sogn, Lolland Kommune. Hovedbygningen er opført i 1913 efter tegninger af H.C. Amberg, mens avlsbygningerne er opført 1909.
I 1923 havde Vindeholme 37 tønder hartkorn eller 282 hektar, deraf ager 99, eng 8, skov 169.
I dag er Vindeholme en gård under Rudbjerggård gods, og efter en gennemgribende renovering i 2004 udlejes Vindeholme til bryllupper, middage, konferencer, fester og jagtselskaber. 
Vindeholme er pt. på 298 hektar.

## Ejere af Vindeholme
- (1910-1928) Ferdinand Einar Julius Gottlieb greve Reventlow
- (1928-1973) Frederik Detlef Carl greve Reventlow
- (1973-1978) Einar Ludvig August greve Reventlow
- (1978-) Gustav Erik von Rosen